# Jetter Mars
Pour les articles homonymes, voir Jetter.
Jetter Mars (ジェッターマルス, Jettāmarusu) est une série d'animation de science-fiction en 27 épisodes de 23 minutes créée par Osamu Tezuka et réalisée par Rintarō. Elle est originellement diffusée entre le 3 février 1977 et le 15 septembre 1977 sur Fuji TV au Japon.

## Liste des épisodes
| No | Titre anglais                                            | Titre original                                            | Date de 1re diffusion |
| -- | -------------------------------------------------------- | --------------------------------------------------------- | --------------------- |
| 1  | Mars is born, year 2015                                  | 2015年マルス誕生 2015 nen Marusu tanjō                    | 3 février 1977        |
| 2  | Counterfeiting robot gang                                | ロボット密輸団 Robotto mitsuyudan                         | 10 février 1977       |
| 3  | Why is Mars crying?                                      | マルスなぜ泣く Marusu naze naku                           | 17 février 1977       |
| 4  | Goodbye, little brother!                                 | さようならオトウト! Sayōnara, otōto!                      | 24 février 1977       |
| 5  | Talent, the greatest robot in historyト                  | 史上最高のロボットタレン Shijō saikō no robotto Tarento   | 3 mars 1977           |
| 6  | The girl that came from the star of dreams               | 夢の星から来た少女 Yume no hoshi kara kita shōjo          | 10 mars 1977          |
| 7  | Missing Miri                                             | 消えた美理 Kieta Miri                                     | 17 mars 1977          |
| 8  | Where did dad go?                                        | お父さんどこ行ったの? Otōsan doko okonatta no?            | 24 mars 1977          |
| 9  | Lamp, the space trader                                   | 宇宙の始末人ランプ Uchū no shimatsujin Ranpu              | 31 mars 1977          |
| 10 | My lil' brother's name is Melchi                         | 弟の名はメルチ Otōto no na wa Meruchi                     | 7 avril 1977          |
| 11 | Freshman Mars                                            | 新入生マルス Shin'nyūsei Marusu                           | 14 avril 1977         |
| 12 | Jam Bond, Secret agent                                   | ヒミツ諜報員ジャムボンド Himitsu chōhōin Jamu Bondo       | 21 avril 1977         |
| 13 | Honey, robot exchange-student                            | ロボット転校生ハニー Robotto Tenkōsei Hanī                | 28 avril 1977         |
| 14 | The vampire from outer space                             | 宇宙からの吸血鬼 Uchū kara no Kyūketsuki                  | 5 mai 1977            |
| 15 | Melchi likes Mouster                                     | メルチのすきなモウスター Meruchi no sukina Mousutā        | 12 mai 1977           |
| 16 | Zaza, the wandering planet                               | さまよえる惑星ザザ Samayoeru wakusei Zaza                 | 19 mai 1977           |
| 17 | The samurai robot from the seventh year of the Tenpō era | 天保七年サムライロボット Tenpō shichi-nen Samurai robotto | 2 juin 1977           |
| 18 | Resurrect, ancient robot                                 | よみがえる古代ロボット Yomigaeru kodai robotto            | 16 juin 1977          |
| 19 | Mars' first love                                         | マルスの初恋 Marusu no hatsukoi                           | 23 juin 1977          |
| 20 | Mars becomes a young boss                                | マルス若親分になる Marusu waka oyabun ni naru             | 30 juin 1977          |
| 21 | Mighty Robot Joe                                         | 鉄腕ロボット・ジョー Tetsuwan Robotto Jō                  | 21 juillet 1977       |
| 22 | Android Lullaby                                          | アンドロイドの子守唄 Andoroido no komoriuta               | 21 juillet 1977       |
| 23 | The wandering robot                                      | さすらいのロボット Sasurai no robotto                     | 28 juillet 1977       |
| 24 | Miri, alone again                                        | もう一人の美理 Mou hitori no Miri                         | 18 août 1977          |
| 25 | The wolf-boy from space                                  | 宇宙の狼少年 Uchū no ōkami shōnen                         | 1er septembre 1977    |
| 26 | Adios returns                                            | 帰ってきたアディオス Kaettekita Adiosu                    | 8 septembre 1977      |
| 27 | The flight beyond tomorrow!                              | 明日に向かって羽ばたけ! Ashita ni mukatte habatake!       | 15 septembre 1977     |